# 406. pr. Kr.
◄ | 6. stoljeće pr. Kr. | 5. stoljeće pr. Kr. | 4. stoljeće pr. Kr. | ►
◄ | 430-ih pr. Kr. | 420-ih pr. Kr. | 410-ih pr. Kr. | 400-ih pr. Kr. | 390-ih pr. Kr. | 380-ih pr. Kr. | 370-ih pr. Kr. | ►
◄◄ | ◄ | 409. pr. Kr. | 408. pr. Kr. | 407. pr. Kr. | 406 pr. Kr. | 405. pr. Kr. | 404. pr. Kr. | 403. pr. Kr. | ► | ►►
Astronomija

## Događaji
- Bitka kod Arginuskih otoka

## Vanjske poveznice
|  | Zajednički poslužitelj ima još gradiva o temi 406. pr. Kr. |